# Īvī Adamou
Īvī Adamou (in greco Ήβη Αδάμου?; Agia Napa, 24 novembre 1993) è una cantante cipriota.
Ha rappresentato Cipro all'Eurovision Song Contest 2012.

## Biografia
Īvī è nata il 24 novembre 1993 da madre bulgara e padre greco cipriota. All'età di 9 anni ha vinto il suo primo concorso musicale, a Larnaka, con la canzone "Kaka Paidia" scritta da Anna Vissi.
Nel 2009-2010 ha preso parte alla seconda edizione di X-Factor Grecia arrivando 6º.

### Performance ad X-Factor
- Week 1 (30 ottobre 2009): "Just Dance" - Lady Gaga
- Week 2 (6 novembre 2009): "Just like a Pill" - Pink (cantante)
- Week 3 (13 novembre 2009): "Because of You" - Kelly Clarkson
- Week 4 (20 novembre 2009): "Papa Don't Preach" - Madonna
- Week 5 (27 novembre 2009): "When I Grow Up" - Pussycat Dolls
- Week 6 (4 dicembre 2009): "Hurt" - Christina Aguilera
- Week 7 (11 dicembre 2009): "Halo" - Beyoncé
- Week 8 (18 dicembre 2009): "All I Want for Christmas Is You"/"Xristougenna" - Mariah Carey / Despoina Vandī
- Week 9 (31 dicembre 2009): "Celebration" - Madonna
- Week 10 (8 gennaio 2010): "I Love Rock 'n' Roll" - Arrows / Joan Jett / Britney Spears
- Week 11 (15 gennaio 2010): "Hush Hush" - Pussycat Dolls
- Week 12 (22 gennaio 2010): "The Voice Within" - Christina Aguilera

### Eurovision Song Contest 2012
Ivi è stata scelta nell'agosto 2011 dall'emittente nazionale cipriota per rappresentare il paese all'Eurovision Song Contest 2012 che si è svolto a Baku.
Il 25 gennaio 2012 giurati e pubblico hanno scelto il brano con cui Ivi Adamou rappresenterà Cipro all'ESC 2012, La La Love (scelto tra questo, ‘Call the police’ e ‘You don't belong here').  La canzone è arrivata fino alla finale della competizione classificandosi al sedicesimo posto con 65 punti.

## Discografia

### Album
- 2011 - San ena oneiro

### EP
- 2010 - Christmas with Ivi Adamou
- 2010 - Kalokairi Stin Kardia